# Otterhound
Otterhound és una raça de gos de caça de tipus rastrejador molt antiga provinent del Regne Unit, la qual contempla -entre moltes altres mescles- dins dels seus ancestres a la raça Terrier d'Airedale.

## Introducció
L'Otterhound (Rastrejador de llúdries) és un gos especialitzat en la caça de llúdries, un treball summament difícil i perillós. Aquest gos té un olfacte gairebé tan desenvolupat com el Bloodhound.
Excel·lent nedador, persegueix a les llúdries nedant contra corrent si fos necessari, usant com a pista només les bombolles de les llúdries que bussegen sota la superfície. Aquesta raça es va desenvolupar a Anglaterra.

## Mascota
Aquest gos és una raça molt especialitzada que per instint sap el que ha de fer. Tal vegada per això siguin una mica tossuts i no sempre obedients. No són del tot apropiats per a la vida en apartament. Requereixen un pati vallat o preferiblement ser mantinguts en gosseres. Requereix molt exercici, preferiblement natació. És un gos de treball i necessita mantenir un cicle d'obligacions o activitats.

## Descripció
Les mesures varien entre les diferents criances canines del món. Es presenten xifres relatives que donen una idea de la grandària de la raça.
A la creu o les espatlles: Els mascles aconsegueixen una altura d'uns 69 cm. L'altura de les femelles és d'uns 61 cm. La seva cua és llarga i peluda.

### Cap
Té un cap gran i fort amb els ossos ben marcats.

### Musell i boca
Té una mossegada en tisora, similar a la de gossos com el Doberman o el Terrier d'Airedale, és a dir que en tancar la boca les dents de sota descansen en la part interior de les de dalt.

### Orelles
Té les seves orelles llargues i peludes. Les seves orelles es mantenen constantment caigudes.

### Pelatge
El seu pelatge és llarg i dens de textura dura. El mateix té un mantell interior.
El color del pelatge és del conegut com a negre i foc, una mescla de marró i groc amb negre.

### Ventrada
Usualment la ventrada és de sis a set gossets. Es registren ventrades de fins a 12 cadells.

## Perill d'extinció
S'estima que existeixen al voltant de 1.000 Otterhounds al món, dels quals entre 350 i 400 es troben als Estats Units. Fins i tot en els inicis del segle xx, quan la caça de la llúdria era un esport popular, els Otterhounds mai van ser nombrosos.
Avui dia, es considera a aquesta raça com la més amenaçada per perill d'extinció del Regne Unit, amb tan sols 51 exemplars nascuts el 2006. Es troben en la llista de races natives més vulnerables de l'UK Kennel Club i s'estan duent a terme programes per salvar la raça. Alguns experts diuen que el perill que desaparegui l'Otterhound és similar al de l'extinció del Panda gegant.